# Thanh Hòa, Thanh Chương
Thanh Hòa là một xã thuộc huyện Thanh Chương, tỉnh Nghệ An, Việt Nam.
Xã Thanh Hòa có diện tích 10,64 km², dân số năm 1999 là 2903 người, mật độ dân số đạt 273 người/km².